# Jyrki Lumme
Jyrki Olavi Lumme (Tampere, 16 luglio 1966) è un ex hockeista su ghiaccio finlandese.

## Palmarès

### Olimpiadi invernali
- Argento a Calgary 1988
- Bronzo a Nagano 1998

### Campionati mondiali
- Bronzo a Russia 2000